# مارک ون وگت
مارک ون وگت (انگلیسی: Mark van Vugt؛ زادهٔ ۹ مهٔ ۱۹۶۷) استاد روان‌شناسی فرگشتی، و روان‌شناسی صنعتی و سازمانی در دانشگاه وریج آمستردام اهل پادشاهی هلند است. همچنین او دارای موقعیت‌های وابسته در دانشگاه آکسفورد، مؤسسه انسان‌شناسی شناختی و تکاملی (ICEA) است.

## کتاب‌های برگزیده
- گیفارت، آر، و ون ویگت، ام. (۲۰۱۸). عدم تطابق: چگونه مغز عصر حجر ما هر روز ما را فریب می‌دهد (و چه کاری می‌توانیم در مورد آن انجام دهیم)
- Van Lange, P.، Balliet, D.، Parks, C.، & Van Vugt, M. (2014). معضلات اجتماعی آکسفورد، انگلستان: انتشارات دانشگاه آکسفورد.
- Buunk, AP، و Van Vugt, M. (2013). کاربرد روان‌شناسی اجتماعی: از مشکلات تا راه حل‌ها لندن: انتشارات سیج. چاپ دوم.
- Van Vugt, M.، & Ahuja, A. (2010). منتخب: چرا برخی افراد رهبری می‌کنند، چرا دیگران از آنها پیروی می‌کنند و چرا اهمیت دارد. علم تکاملی رهبری. لندن: پروفایل کتاب/نیویورک: هارپر. [۸]
- Van Vugt, M.، Snyder, M.، Tyler, T.، & Biel, A. (ویراستاران). (۲۰۰۰). همکاری در جامعه مدرن: ارتقای رفاه جوامع، دولت‌ها و سازمان‌ها لندن: روتلج.